# Kanaud
Kanaud fou una ciutat de l'Índia a l'estat d'Haryana i antigament part del principat de Patiala amb una població el 1901 de 9.984 habitants. Correspon a la moderna Mahendragarh.
Fou fundada per Malik Mahdud Khan, un servidor de Baber, i poblada amb bramans de Kanaudia dels que va agafar el nom. Sota l'Imperi Mogol fou una pargana del sarkar de Narnaul; al començament del segle xviii fou conquerida pel rajà de Jaipur que fou expulsat poc després per Nawab Najaf Kuli Khan, el gran ministre de Shah Alam. A la seva mort la seva vídua es va mantenir independent a la fortalesa però el 1792 el general de Sindhia, el francès De Boigne, va enviar per conquerir-la al general Perron. Ismail Beg va convèncer a la seva senyora de resistir però fou morta en una batalla sota els murs de la ciutat i llavors Ismail Beg es va rendir. Sindhia la va entregar en feu a Appa Khande Deo, que governava el territori de Rewar. Fou cedida als britànics per Sindhia després de la seva derrota militar el 1803 i els britànics la van entregar (1804) al nawab de Jhajjar. El nawab Abdul Rehman Khan, es va revoltar el 1857 i el 1858 el seu principat fou confiscat (es va crear un efímer districte de Dadri que fou abolit el 1860). Per un sanad de 4 de gener de 1861 els britànics van cedir les parganes de Kanaud i Buddhuana o Budhwana i la ilaqa de Narnaul al maharajà Narinder Singh de Patiala, pels seus serveis durant el motí. Nabha i Jind van rebre respectivament Bawal i Dadri.
El 1861 fou rebatejada Mahendragarh per Narinder Singh, en honor del seu fill, Mahendra Sing.